# 根來宏典
根來 宏典（ねごろ ひろのり、1972年 - ）は、日本の建築家。 和歌山県生まれ。工学博士。

## 略歴
- 1995年・・・日本大学卒業
- 1995年・・・古市徹雄都市建築研究所｜2002年～嘱託
- 2002年・・・日本大学大学院博士後期課程(社会人特別選抜)｜2005年修了 博士(工学)
- 2004年・・・根來宏典建築研究所 設立｜2021年 築紡に改組
- 2008年・・・NPO法人「家づくりの会」理事（2012年～2018代表理事）
- 2021年・・・京都美術工芸大学にて教鞭を執る

## 作品
- 紡｜紀州のセミコートハウス
- 都市の隠れ家
- 土間の広がる家
- 祐天寺の家
- 対岳荘
- 屋久島レストハウス